# Emanuele Filiberto Duca d'Aosta (croiseur)
L'Emanuele Filiberto Duca d'Aosta était un croiseur léger de classe Duca d'Aosta ayant servi dans la Regia Marina et dans la Marine soviétique entre 1935 et 1959. Il fut baptisé en l'honneur d'Emmanuel-Philibert de Savoie, membre de la famille royale italienne. Après la guerre, il est cédé comme indemnité de guerre à la Marine soviétique qui le renomme Kerch. Il servira dans la flotte de la mer Noire jusqu'en février 1959.

## Historique
Son admission au service actif provoque la création de la 7e Division de croiseurs qu'il forme avec son sister-ship, l'Eugenio di Savoia, admis au service actif en janvier 1936. Les deux navires participent au soutien des forces nationalistes du général Franco lors de la guerre d'Espagne, en protégeant des menées de la marine républicaine, les transports assurant le ravitaillement du corps expéditionnaire italien. 
Le 5 novembre 1938, les deux croiseurs de la 7e Division appareillèrent d'Italie pour une circumnavigation, faisant escale à Santa Cruz de Ténérife, Santos, Montevideo, Curaçao et La Guayra (Panama), suivis de près par des navires français et britanniques. 
De retour à La Spezia le 3 mars 1939, le croiseur léger effectue de nombreuses sorties d'entrainement jusqu'à l'entrée en guerre de l'Italie le 10 juin 1940, qui voit la division s'étoffer des croiseurs Raimondo Montecuccoli et Muzio Attendolo. La 13e Escadrille de contre-torpilleurs est associée à la Division pour mener des opérations combinées. 
Du 22 au 24 juin 1940, la 7e Division et la 13e Escadrille quittent Cagliari pour intercepter un convoi français entre Alger et Toulon, sans résultats. La Division, dont le Duca d'Aosta participe à la bataille de Punta Stilo sans subir de dommages majeurs. 
À la mi-décembre 1940, la 7e Division est transférée à la 2e Escadre. Le Duca d'Aosta participe à une importante opération de mouillage de mines (1 500 mines posées) le 1er mai devant Tripoli avant d'escorter un convoi les 4 et 5 mai, au cours duquel l'escorte coule le sous-marin HMS Usk. Il participe ensuite à une autre mission de mouillage de mines, mines qui provoqueront l'anéantissement de la Force K (un croiseur et un destroyer coulé, deux autres croiseurs hors de combat).
En 1941, d'Aosta sert principalement avec la 8e Division de croiseurs, mouillant des mines au large de l'Afrique du Nord et protégeant les convois. L'une des opérations conduit à la première bataille de Syrte, auquel prend part le d'Aosta.
Il échappe à une attaque du sous-marin britannique HMS Unison le 13 juin 1942, dans le sud de la Sardaigne. Le même mois, il participe aux opérations « Harpoon » et « Vigorous », opérations de la Royal Navy visant à ravitailler l'île de Malte.
En 1943, le navire est inactif pendant la majeure partie de l'année en raison de la pénurie de carburant touchant le royaume en pleine déroute. Néanmoins, en août, il effectue un bombardement sans grande conséquence autour de Palerme.
Saisi par les Alliés après l'Armistice, il subit un petit carénage à Tarente en octobre 1943 avant de gagner Freetown pour opérer contre les forceurs de blocus en compagnie de ses sister-ships Luigi di Savoia Duca Degli Abruzzi et Giuseppe Garibaldi et des croiseurs français. Les relations entre marins français et italiens étaient pour le moins tendues lorsque ces deux navires jadis ennemis se trouvaient dans un même port. Le Duca d'Aosta effectua sept patrouilles entre novembre 1943 et février 1944. Rentrant en Italie en avril 1944, il sert comme navire de transport.
Le Duca d'Aosta a perdu au cours du conflit ses tubes lance-torpilles, ses installations d'hydraviation ainsi que ses mitrailleuses de 13,2 mm, le tout remplacé par douze canons de 20 mm en six affûts doubles.
Le d'Aosta est considéré comme un « navire chanceux » car il n'a jamais été touché au cours des batailles auxquelles il a participé et n'a jamais été endommagé par une attaque aérienne ou sous-marine.
En guise de dommage de guerre, le croiseur est transféré à la Marine soviétique le 2 mars 1949 et rebaptisé Z15 puis Stalingrad et enfin Kerch, servant au sein de la flotte de la mer Noire jusqu'au 20 février 1959, date à laquelle il est rayé des listes avant d'être promptement démantelé en 1961.